# Dargov
Dargov (1948–1964 slowakisch „Drahov“; ungarisch Dargó) ist eine Gemeinde im Osten der Slowakei mit 636 Einwohnern (Stand 31. Dezember 2024), die zum Okres Trebišov, einem Kreis des Košický kraj sowie zur traditionellen Landschaft Zemplín gehört.

## Geographie
Die Gemeinde befindet sich im Mittelteil des Gebirges Slanské vrchy an der Ostseite des Dargovpasses, am oberen Verlauf des Flüsschens Trnávka. Das Ortszentrum liegt auf einer Höhe von 252 m n.m. und ist sechs Kilometer von Sečovce, 18 Kilometer von Trebišov sowie 32 Kilometer von Košice entfernt.

## Geschichte

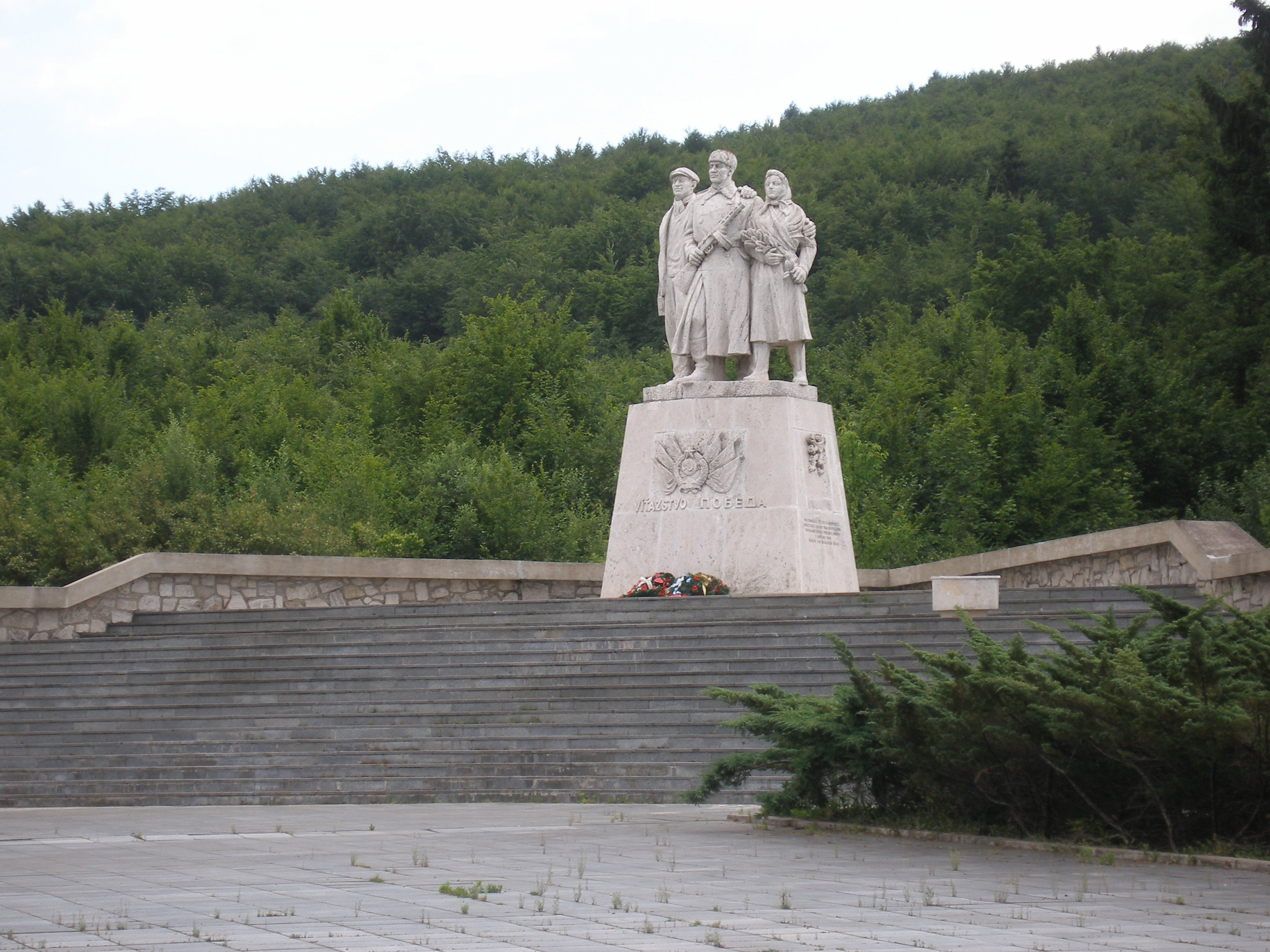
Kriegsdenkmal am Dargovpass

Dargov wurde zum ersten Mal 1458 als Dorgo schriftlich erwähnt und gehörte zu verschiedenen Besitzern: den Adelsgeschlechtern Semsey und Séchy, zum Herrschaftsgut von Sečovce sowie teilweise zu jenem von Trebišov. Im 19. Jahrhundert waren die Geschlechter Andrássy, Berzeviczy und Forgách die bedeutendsten Besitzer. 1828 zählte man 40 Häuser und 296 Einwohner, die in Landwirtschaft sowie in umliegenden Wäldern beschäftigt waren. Bis zum 20. Jahrhundert gab es ein bedeutendes Jagdrevier, das zu den Forgáchs gehörte.
Bis 1918 gehörte der im Komitat Semplin liegende Ort zum Königreich Ungarn und kam danach zur Tschechoslowakei beziehungsweise heute Slowakei. Während der Frontkämpfe im Zweiten Weltkrieg brannte die Wehrmacht im November 1944 das Dorf nieder, dann gab es am Dargovpass bis Januar 1945 schwere Gefechte zwischen der Roten Armee und verteidigender Wehrmacht.
Nach dem Krieg wurde Dargov wiederaufgebaut.

## Bevölkerung
| Jahr                | 1994 | 2004    | 2014     | 2024    |
| ------------------- | ---- | ------- | -------- | ------- |
| Anzahl der Personen | 539  | 541     | 608      | 636     |
| Unterschied         |      | +0,37 % | +12,38 % | +4,60 % |

| Jahr                | 2023 | 2024    |
| ------------------- | ---- | ------- |
| Anzahl der Personen | 619  | 636     |
| Unterschied         |      | +2,74 % |

Nach der Volkszählung 2011 wohnten in Dargov 592 Einwohner, davon 579 Slowaken und je ein Tscheche und Ukrainer. 11 Einwohner machten keine Angabe. 263 Einwohner gehörten zur griechisch-katholischen Kirche, 262 Einwohner zur römisch-katholischen Kirche, jeweils vier Einwohner zur orthodoxen Kirche und zur evangelisch-methodistischen Kirche und jeweils ein Einwohner zur evangelischen Kirche A. B. und zur reformierten Kirche. 30 Einwohner waren konfessionslos und bei 27 Einwohnern ist die Konfession nicht ermittelt.
Ergebnisse nach der Volkszählung 2001 (546 Einwohner):
| Nach Ethnie: - 99,08 % Slowaken | Nach Konfession: - 46,70 % griechisch-katholisch - 44,69 % römisch-katholisch - 4,40 % orthodox |

## Sehenswürdigkeiten
- römisch-katholische Heiligstes-Herz-Jesu-Kirche
- Kriegsdenkmal am Dargovpass, das an die Schlacht von 1944/45 erinnert